# 西蒙·彼得留拉
西蒙·瓦西里耶维奇·彼得留拉（羅馬化：Symon Vasyliovych Petliura；1879年5月10日—1926年5月25日），烏克蘭政治、軍事人物、文學和戲劇評論家，烏克蘭民族主義者、改良社会主义者。十月革命之後，組織烏克蘭人民共和國軍隊與蘇聯紅軍以及白軍作戰，试图維持烏克蘭獨立自主。1920年4月波苏战争期间，彼得留拉代表乌克兰人民共和国与波兰第二共和国领导人约瑟夫·毕苏斯基签订《华沙条约》，彼得留拉以利沃夫为交换，与波兰结盟共同对抗布尔什维克政权。最終失敗，後流亡西歐。1926年5月25日，在法國巴黎遇刺身亡。

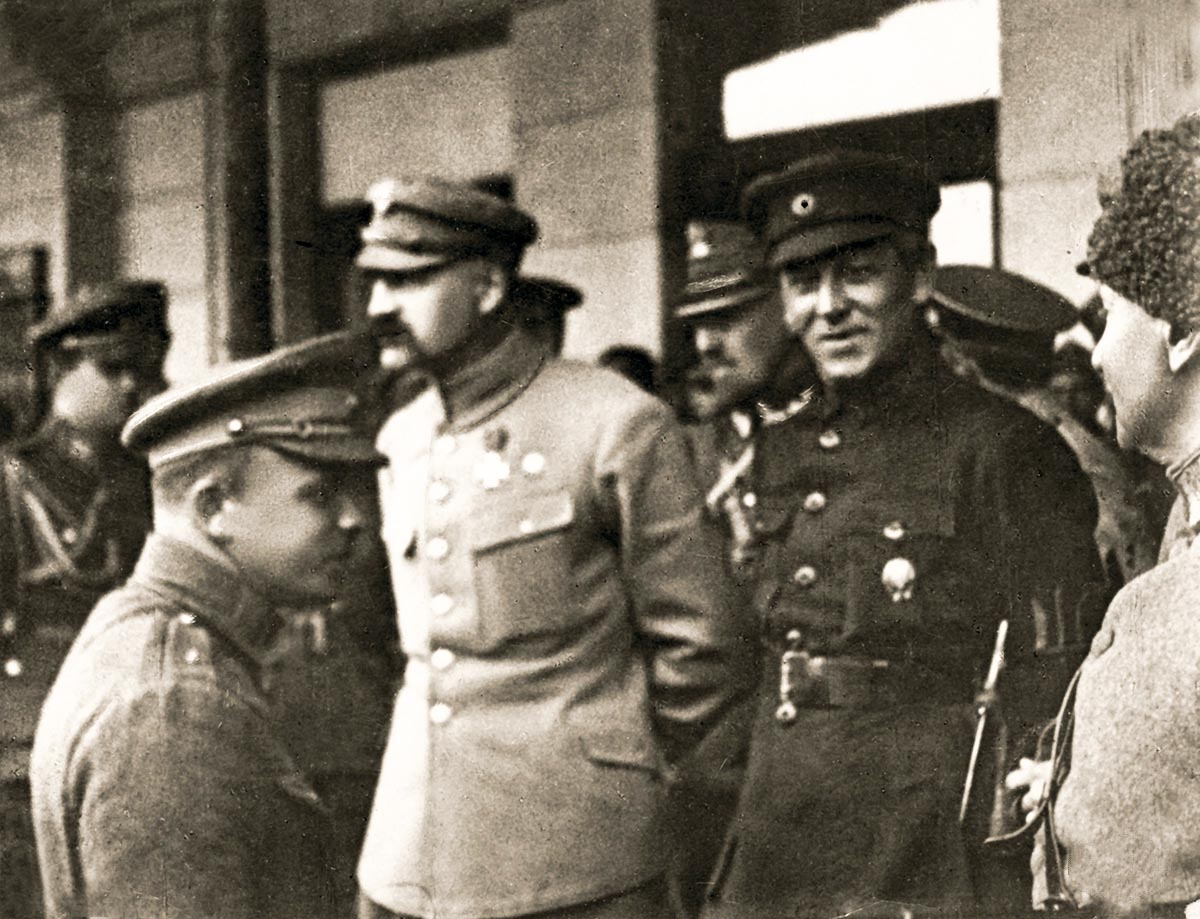
毕苏斯基和彼得留拉，基輔，1920年

## 早年經歷
西蒙·彼得留拉于1879年5月10日（新式日期5月22日）出生于俄罗斯帝国波尔塔瓦的郊区有哥萨克背景的家庭。彼得留拉是家裏的第三個兒子，有三個兄弟和五個姐妹，還有三個夭折。父親瓦西里·帕夫洛維奇·彼得留拉（烏克蘭語：Симон Васильович Петлюра；？-1909）是小僱主，經營運輸業務。母親奥莉加·阿列克西伊芙娜·彼得留拉（Ольга Олексіївна Петлюра；？-1919年1月19日），本姓馬爾琴科（Марченко）是一位東正教僧侶的女兒。
1895年至1901年，彼得留拉在俄罗斯东正教學校接受了最初的教育，並計劃成爲一名東正教牧師。期间，彼得留拉加入秘密社团，1901年因身份曝光而被学校开除。1900年，加入革命乌克兰党。1902年因面临被逮捕的风险而逃往库班地区的叶卡捷琳诺达尔，为库班哥萨克先后担任教师和档案员。1903年因组织革命乌克兰党支部并在境外散播反沙皇的煽动性文章而被捕。1904年3月保释出狱后前往基辅及利沃夫。
在利沃夫期间，彼得留拉使用化名与伊万·弗兰科和弗拉基米尔·赫纳蒂克一同担任《文学科学先驱报》、舍甫琴科科学社的编辑，并为加利西亚的乌克兰语媒体供稿。1905年底全国大赦后，彼得留拉经基辅前往圣彼得堡，准备出版社会民主月刊《自由乌克兰》。1905年7月该月刊被审查机构查封后，彼得留拉回到基辅为《会议报》工作。1907年至1909年在《话语》杂志社担任编辑并在《乌克兰》担任副主编。在这些刊物被俄罗斯帝国当局查封后，彼得留拉1909年前往莫斯科，一度从事会计工作并成婚，1911年女儿出生。1912年至1917年任有一定影响力的俄语杂志《乌克兰生活》的副主编。
在担任杂志和报纸编辑期间，彼得留拉据估计使用了120多个笔名，发表了15000篇文章，评论、故事或诗歌。他以俄语和乌克兰语创作了大量文章并塑造了革命前东西乌克兰人的精神世界。

## 大屠殺中的角色
彼得留拉被認爲是一個爭議人物，這與他在統治烏克蘭人民共和國時期對猶太人的屠殺有關。新成立的烏克蘭國家（烏克蘭人民共和國）對猶太人承諾完全平等和自治。1919年5月，彼得留拉的烏克蘭人民共和國的一位猶太人部長助理阿諾德·馬戈林（烏克蘭語：Арнольд Марґолін）宣稱，烏克蘭給予猶太人的權利比他們從政府任何其它政府那裏享有的權利都多。
然而，在1918年之後，彼得留拉逐漸失去了對他的大部分軍事單位的控制，一些脫離了的單位參與了對猶太人的大屠殺。在彼得留拉擔任國家元首期間（1919-1920年），烏克蘭領土上繼續發生着大屠殺。

## 遇刺
1926年5月25日14时12分，彼得留拉在巴黎被绍莱姆·施瓦茨巴德刺杀。
刺客施瓦茨巴德称作案动机是为反犹太主义屠杀中死亡的家人报仇，并成功于审判中脱罪。
事后据1954年逃往美国的KGB特工彼得·杰里亚宾称，杀害彼得留拉的施瓦茨巴德实为苏联特工。刺杀行动受苏联内务人民委员部下辖的国家政治保卫局策划，在行动之前，GPU特工Mikhail Volodin于1925年8月8日抵达巴黎并与刺客施瓦茨巴德保持密切联系，而时任苏联驻法国大使的克里斯蒂安·拉科夫斯基（原为乌克兰苏维埃当局中央执行委员会主席，后于1941年遭斯大林屠杀）下达了杀害彼得留拉的命令。

## 曾用假姓名
塔貢·斯維亞托斯拉夫（Тагон Святослав）、O·里亞斯特（О.Ряст）、波爾塔夫琴科（Полтавченко）、莫吉拉·斯捷潘（Могила Степан）。

## 文学作品
中華人民共和國建國之後，許多描述、讚揚蘇聯革命時期的文化作品，作為共產主義文化宣傳品翻譯成中文，流傳入中國，其中許多創作將彼得留拉等烏克蘭民族主義者，均以「彼得留拉匪幫」的負面形象呈現，包括蘇聯作家尼古拉·奧斯特洛夫斯基於1933年所著的長篇小說《鋼鐵是怎樣煉成的》，以及歌曲《在乌克兰辽阔的原野上》，在中國流傳甚廣，故一般生長在毛泽东时代的中國人，對彼得留拉此人普遍存有相當印象。

## 參閱
- 烏克蘭國
- 1917年俄國革命
- 烏克蘭人民共和國
- 安東·伊萬諾維奇·鄧尼金
- 《鋼鐵是怎樣煉成的》
- 俄國內戰
- 塔拉特帕夏遇刺案

## 外部連結

### 英語
- （英語） Symon Petliura, Yevhen Konovalets（英语：Yevhen Konovalets）, Stepan Bandera -  Three Leaders of Ukrainian Liberation Movement murdered by the Order of  Moscow (audiobook).
- Biography of Petliura on website of the Ukrainian government （页面存档备份，存于）
- Petliura site in Poltava （页面存档备份，存于） (Documents, articles and photographs)
- . 時代雜誌. 1927-11-07  [2008-08-09]. （原始内容存档于2005-04-14）. (Time magazine on the Petlura trial)
- Turning the pages back...May 25, 1926[永久] (Ukrainian Weekly account of shooting of Petliura)
- Review of books on Petliura[永久]
- Review of Henry Abramson's A Prayer for the Government: Ukrainians and Jews in Revolutionary Times
- The Odyssey of the Petliura Library and the Records of the Ukrainian National Republic during World War II
- . . 1921.

### 非英語
- "Unknown Symon Petliura: history of an interview," Dzerkalo Tyzhnia, July 7–13, 2001. Available online in Russian and in Ukrainian.
- "A Belated Idealist," Dzerkalo Tyzhnia, May 22–28, 2004. Available online in Russian and in Ukrainian.
- "Symon Petliura as opponent of Jewish pogroms," Dzerkalo Tyzhnia), July 25–31, 1996. Available online in Russian.
- Article published in the "Archives of the Ukrainian Security Service" on Petlura and the GPU re his assassination based on recently discovered materials from the vaults of the Ukrainian Security Service in Ukrainian.
- Symon Petliura in opposition to Jewish Pogroms (in Russian)
- Petliura web site in Poltava （页面存档备份，存于） Web site of documents pertaining to Symon Petliura in Ukrainian, Russian and English.
- 有关西蒙·彼得留拉在德国经济学中央图书馆（ZBW）20世纪新闻档案中的剪报。